# Александрийский столп (образ)
Александри́йский столп — образ, использованный Александром Пушкиным в стихотворении «Памятник» 1836 г.:
Я памятник себе воздвиг нерукотворный,

К нему не зарастёт народная тропа,

Вознёсся выше он главою непокорной

Александрийского столпа.
В пушкиноведении до настоящего времени нет единого мнения о прототипе этого символа. Отождествление «Александрийского столпа» с Александровской колонной в Санкт-Петербурге, являющееся фактом культуры и, по-видимому, восходящее ко времени не позднее первой публикации «Памятника» (1841 г.), с конца 30-х гг. XX века подвергается научной критике как несостоятельное. В то же время ряд современных исследователей отстаивает правомерность этой традиции, приводя аргументы (также, в свою очередь, оспариваемые) в пользу признания за этим прочтением соответствия авторскому замыслу.
Неоднозначность интерпретации обусловлена, наряду с соображениями лингвистического характера (прилагательные александровский и александрийский не являются взаимозаменяемыми и восходят к различным именам собственным), проблемой общего прочтения пушкинского «Памятника», допускающего, в зависимости от позиции интерпретатора, как возможность отсылки к реалиям современной поэту России, так и последовательное исключение им в этом стихотворении аллюзий на злободневные события и явления.

## Контекст
Основная статья: Памятник (А. С. Пушкин) 
При анализе пушкинского «Памятника» следует иметь в виду, что это стихотворение демонстрирует преемственность поэтической традиции, восходящей к песни Горация «Exegi monumentum» («Я воздвиг памятник»), также называемой «Ad Melpomenem», («К Мельпомене», известна в России во времена Пушкина, в частности, по ломоносовскому вольному переложению «Я знак бессмертия себе воздвигнул…» и переводам А. Востокова и В. Капниста) и державинской оде «Памятник», с которыми его связывает ряд формальных черт, подчёркнуто апеллирующих к этим прототипам. В частности, эпиграф стихотворения («Exegi monumentum») напрямую отсылает к классической горациевой оде, а начало первой строки открыто воспроизводит таковую у Державина. На фоне этих явных реминисценций отчётливо выделяется образ, с которым Пушкин сравнивает свой умозрительный «памятник»: если Гораций и Державин возносят свою славу выше древних египетских пирамид, у Пушкина в соответствующем месте оказываются не пирамиды, а «Александрийский столп»:
| Квинт Гораций Флакк (Quintus Horatius Flaccus), Ad Melpomenem, 23 г. до н. э.                                                                                                   | М. В. Ломоносов, * * * 1747 | Г. Р. Державин, «Памятник», 1795 | А. С. Пушкин, * * * 1836 |
| --- | --- | --- | --- |
| Exegi monumentum aere perennius regalique situ pyramidum altius, quod non imber edax, non aquilo impotens possit diruere aut innumerabilis annorum series et fuga temporum. <…> | Я знакъ безсмертія себѣ воздвигнулъ Превыше пирамидъ и крѣпче мѣди, Что бурный аквилонъ сотрѣть не можетъ, Ни множество вѣковъ, ни ѣдка древность. <…> | Я памятникъ себѣ воздвигъ чудесный, вѣчный, Металловъ тверже онъ и выше пирамидъ; Ни вихрь его, ни громъ не сломитъ быстротечный, И времени полетъ его не сокрушитъ. <…> | Я памятникъ себѣ воздвигъ нерукотворный; Къ нему не зарастетъ народная тропа; Вознесся выше онъ главою непокорной Александрійскаго столпа <…> |

## История и существо вопроса
Долгое время после публикации пушкинского шедевра в авторском варианте отечественная мысль, а вслед за ней и авторы иноязычных переводов «Памятника» не испытывали сомнений по поводу значения этого образа: Пушкин прочил своей славе затмить величие царей, вознесясь «главою непокорной» над символом самодержавной власти — памятником императору Александру I, отношения с которым у Пушкина, как известно, не сложились.
Начало научной дискуссии положило опубликованное в 1937 г. исследование бельгийского историка и слависта Анри Грегуара, обратившего внимание на то обстоятельство, что, в соответствии с правилами русского языка, памятник Александру I мог быть описан только с использованием прилагательного александровский, но никак не александрийский, из чего им был сделан вывод, что под Александрийским столпом Пушкин подразумевал Фаросский маяк в гавани египетской Александрии — одно из чудес света (как и пирамиды Горация и Державина) и, по-видимому, самое высокое сооружение античного мира. Однако пушкиноведение предложенное Грегуаром прочтение отвергло (М. П. Алексеев, С. М. Бонди, В. Ледницкий), ссылаясь на традицию. Традиция же к тому времени была настолько прочной, что для людей, выросших в лоне русской культуры, тождество пушкинского «столпа» и Александровской колонны было истиной, не требующей доказательств. В таком подходе не следует видеть лишь идеологическую схоластику в духе «марксистской» науки: уже у Валерия Брюсова Александрийский столп появляется в антитезе Вандомской колонне, а Владимир Набоков, далёкий от какой-либо солидарности с советским литературоведением, ещё в 1960-х гг. в не терпящем возражений дидактическом тоне своего «Комментария к „Евгению Онегину“» растолковывает «наивному читателю» значение пушкинского образа в полном соответствии с этой традицией. Впрочем, набоковская интерпретация «Памятника», в котором тот видел на три четверти лишь едкую пародию на Державина, не требовала изощрённой смысловой насыщенности в выспренних первых четырёх строфах, на фоне которых «звучит печальный голос художника» пятой — заключительной — строфы.
Однако, по-видимому, именно в контексте консервативной в своей основе критики версии Грегуара впервые обозначился ещё один претендент на право называться прототипом «Александрийского столпа»: как было замечено М. П. Алексеевым, в вышедшей в Москве в 1809 году книге о Египте упоминается под именем «Александрийский столб» заметная в истории и силуэте Александрии колонна Помпея. Среди последующих исследователей нашлись такие, кто посчитал Помпееву колонну основным прототипом пушкинского «Александрийского столпа», что ещё более усложнило проблему.

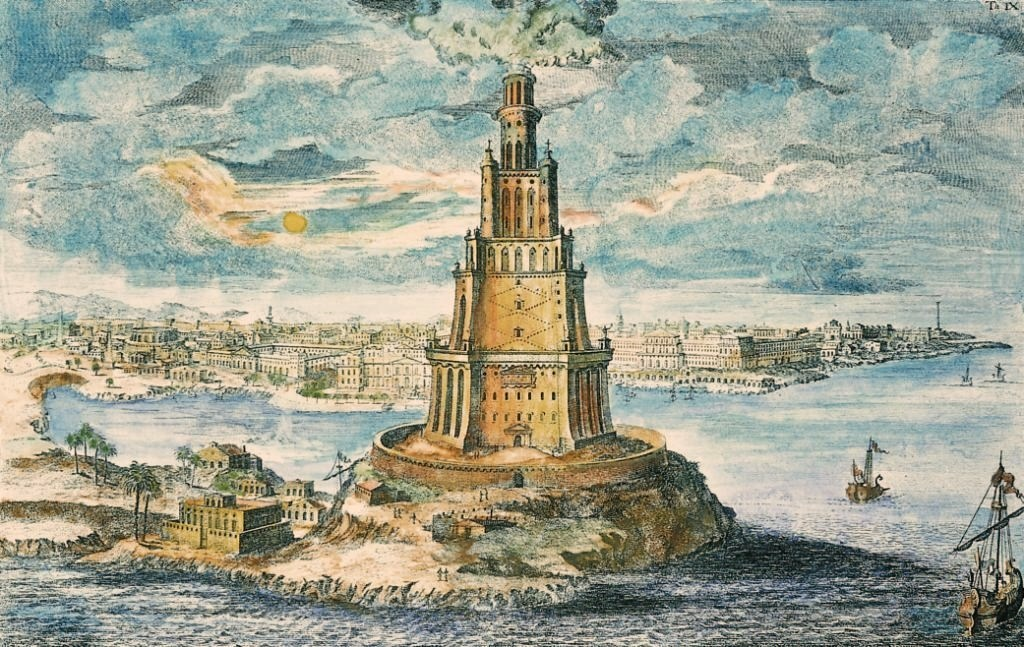
Фаросский маяк, поставленный у входа в порт Александрии, с античных времён соперничал в славе с пирамидами Долины Царей. Обладая дерзкой для своего времени конструкцией, он, по ряду свидетельств, был выше пирамиды Хеопса
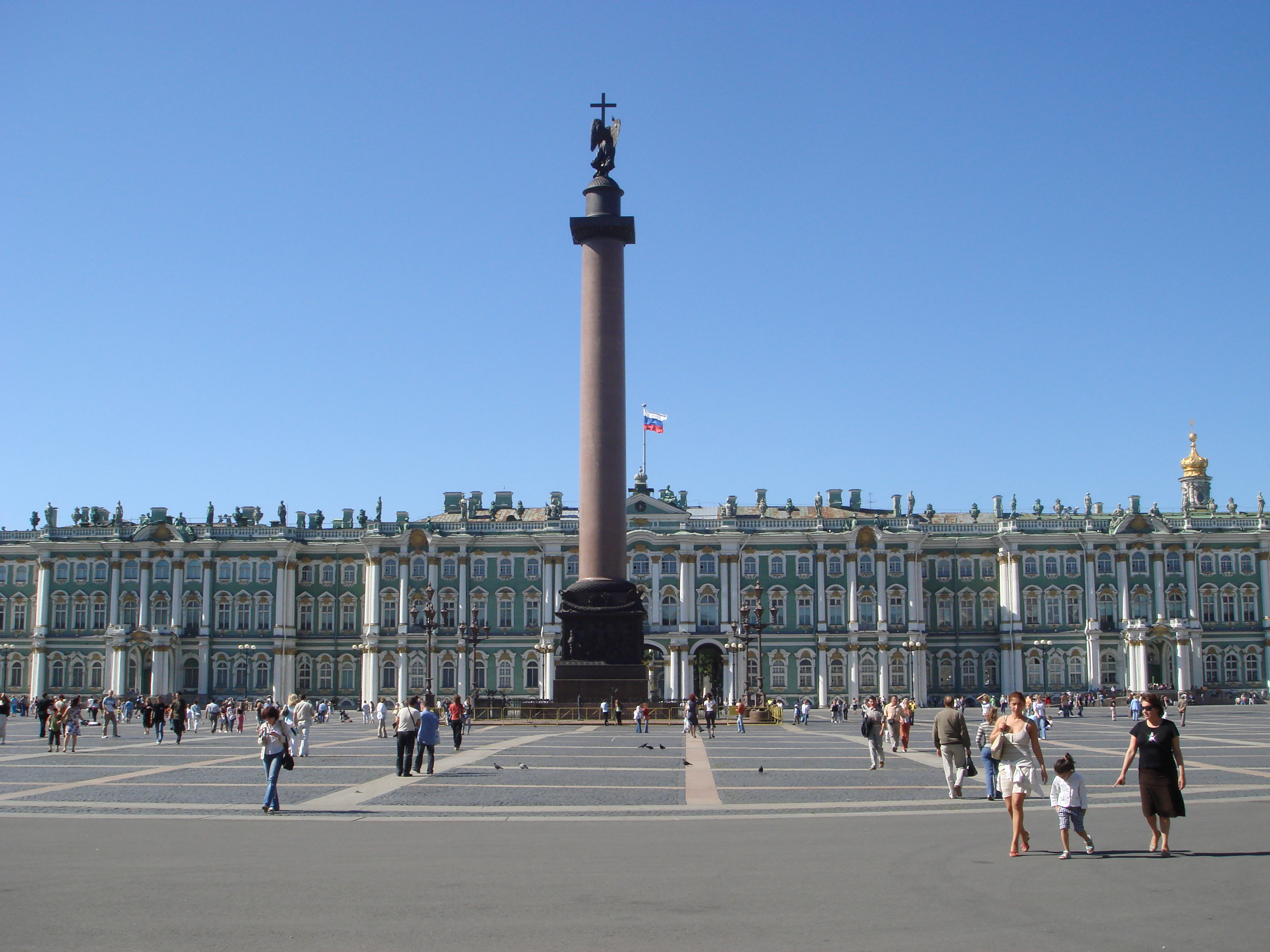
Александровская колонна в С.-Петербурге. Идея вознестись над этим столпом самодержавия волновала многих: по одной из устойчивых городских легенд, в советский период даже рассматривался вопрос о замене фигуры ангела памятником Ленину
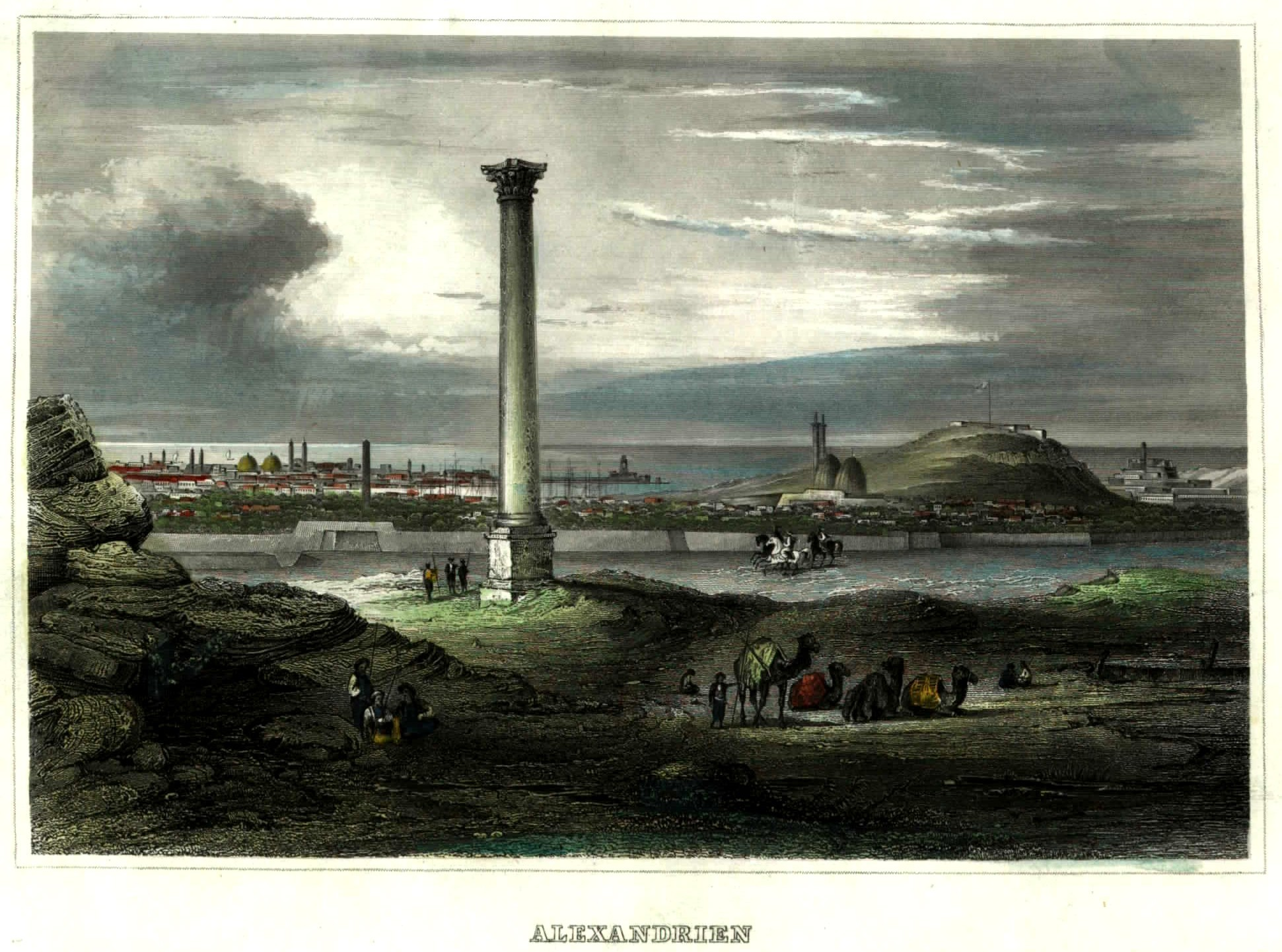
Колонна Помпея в Александрии. Как правильно называть этот монумент — отдельная проблема. Долгое время считавшаяся памятником Александру Македонскому, колонна, похоже, не имеет отношения и к Помпею и сегодня признается монументом побед Диоклетиана

## Что значит «Александрийский»?
Набоков не сомневается: «„Александрийский“ происходит от имени Александр». Однако эта точка зрения, отражённая, между прочим, в издании академического «Словаря русского языка» под редакцией А. А. Шахматова 1895 г., как указал тот же Грегуар, представляет собой «образчик логической ошибки», поскольку в словаре «единственным примером, приводимым в качестве основания для этого утверждения, был как раз стих Пушкина». Таким образом, возведение александрийский к имени «Александр» представляет собой, так сказать, обратную проекцию принятого толкования в сферу языковых норм, что является некорректным в условиях уникальности прецедента — поскольку такое толкование не вызвало к жизни практику замены формой александрийский прилагательного александровский вне смыслов, связанных с Александровской колонной. Публикуемый с 1937 г. Академией наук «Большой академический словарь» уже не повторяет этой ошибки.
В настоящее время учёными не оспаривается тот факт, что, по правилам русского языка, от имени Александр не может быть напрямую произведено прилагательное александрийский — в этом случае правильными вариантами были бы александровский и (притяжательное склонение) Александров. Форма же александрийский относится к топониму Александрия (не обязательно город в Нижнем Египте, ср. Александрийский гусарский полк — от малороссийской Александрии) и к древней поэме «Александрия» (отсюда александрийский стих, которым написано старофранцузское поэтическое переложение греческого первоисточника) — в последнем случае название образовано от имени героя по модели «Одиссея», «Долония», «Патроклия».

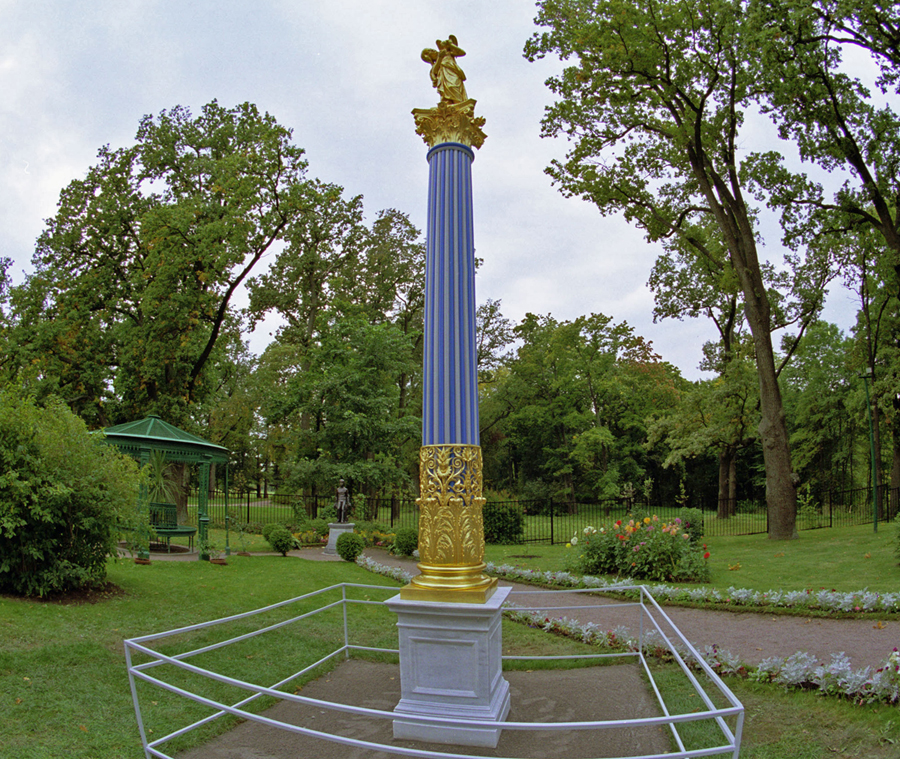
«Хрустальная колонна» была поставлена в петергофском парке Александрия в 1854 г.[20] Даже это изящное сооружение высотой всего около 5 м, появись оно двадцатью годами раньше, имело бы более крепкое формальное основание называться «александрийским столпом», чем монумент на Дворцовой площади
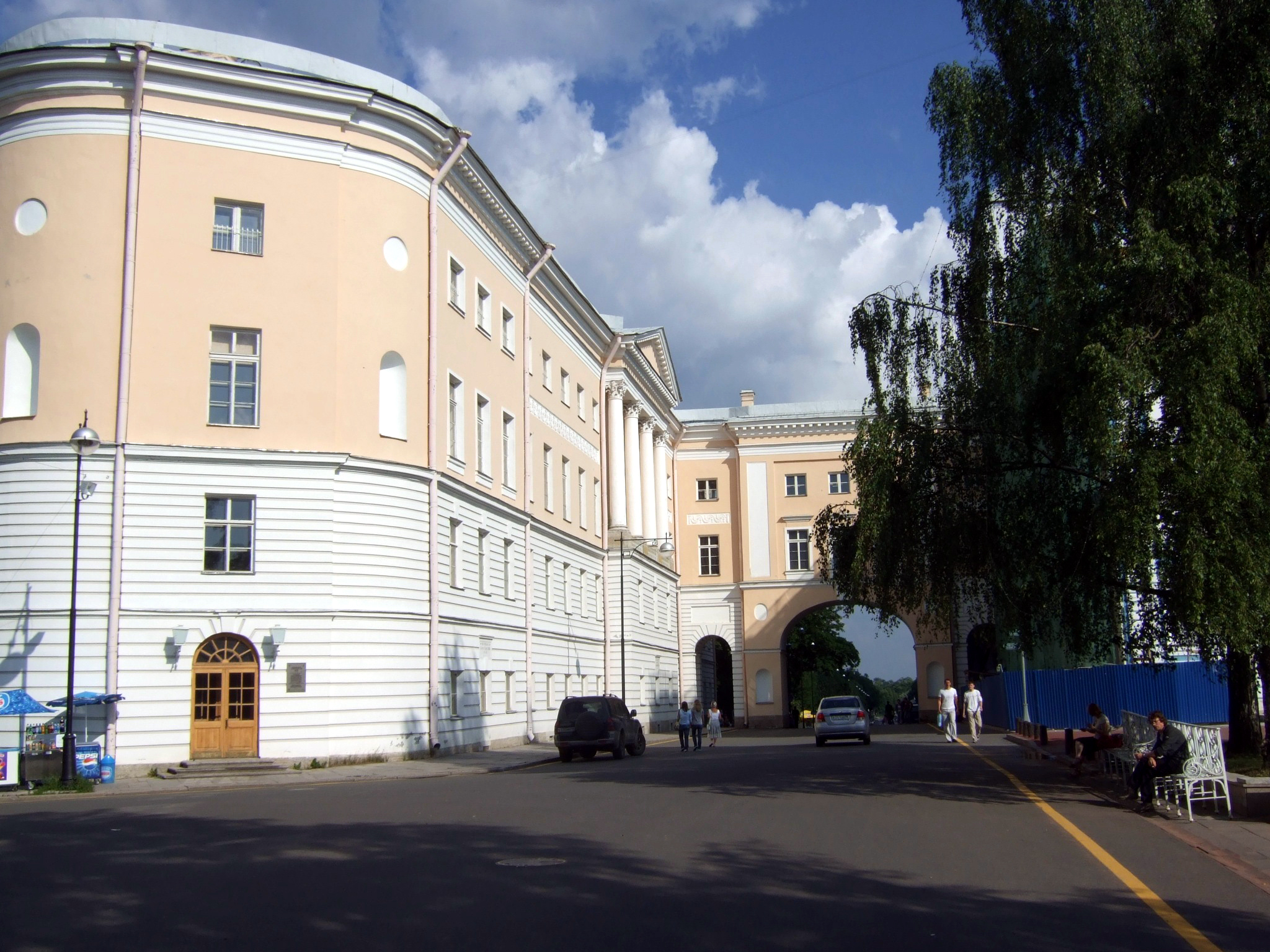
Дворец и парк в Царском Селе, парк в Петербурге, парк в Петергофе — русская грамматика не позволила разнообразить их названия, взывающие к памяти Александра I: все они Александровские.[21] Даже Царскосельский лицей после перевода в Петербург в 1844 г. стал называться Александровским лицеем
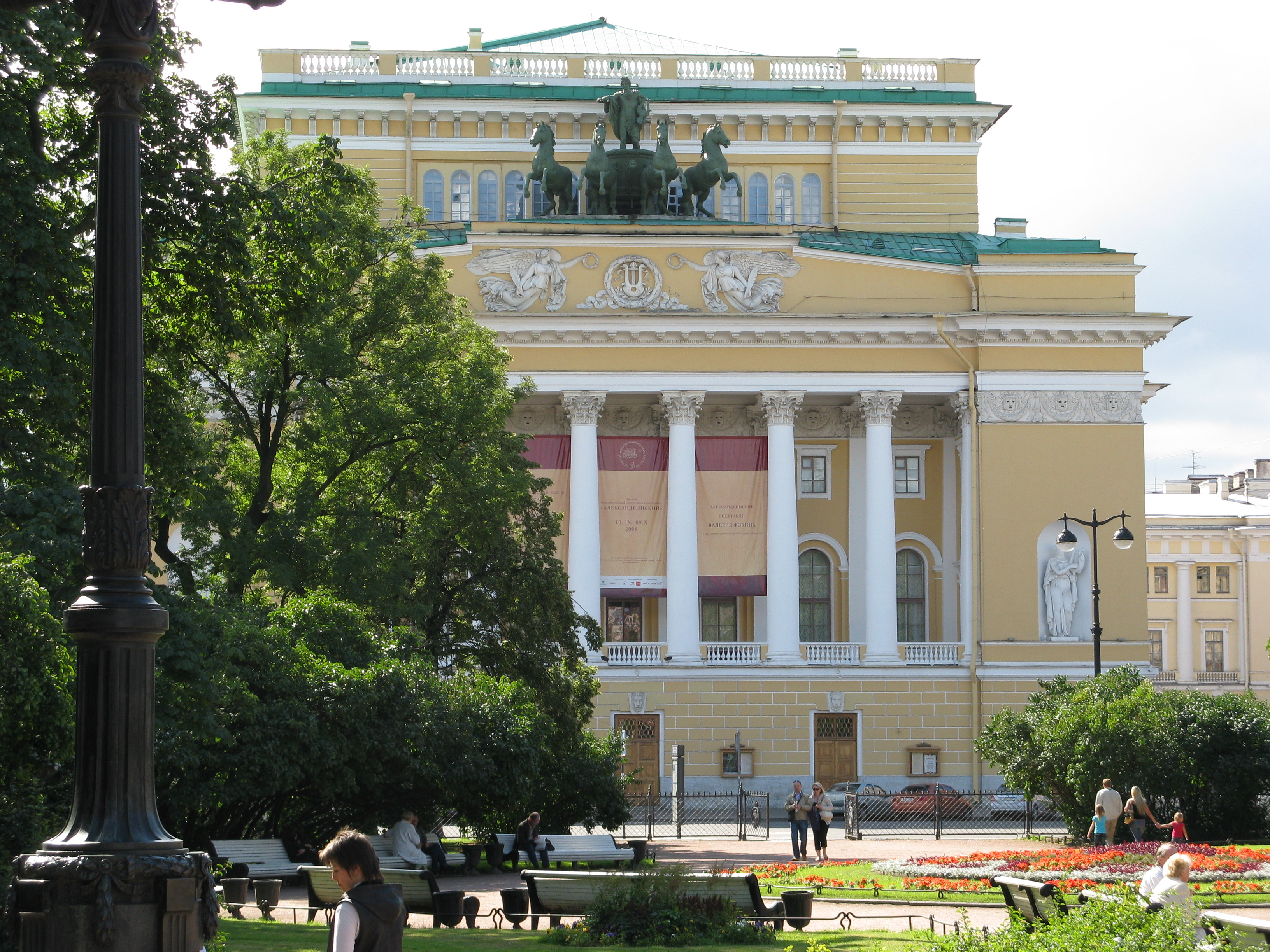
Любопытное исключение из правила: Александринский театр в С.-Петербурге. Уникальная форма прилагательного объясняется ролью французского языка в русской культуре XVIII—XIX вв.: название возникло под влиянием французского alexandrine

Несмотря на то, что эта сторона проблемы была разрешена вполне однозначно, попытки реабилитировать распространённое мнение (Александрийский = Александровский) иногда исходят и от представителей науки. Так, можно встретить утверждения, что прилагательное александрийский употреблено Пушкиным в значении «александровский» с целью сохранить стихотворный метр. Этот аргумент, однако, не был всерьёз воспринят самими сторонниками традиционного прочтения пушкинского символа. В самом деле, даже не пытаясь реконструировать творческий процесс гения, очевидно, что, изменив рифму во второй строке и переработав третью, поэт мог бы получить в четвёртой Над Александровым столпом с сохранением ритмического рисунка стиха.
Михаил Мейлах предположил, что форма александрийский восходит к французскому прилагательному alexandrine. Очевидно, что именно таким образом возникло название петербургского Александринского театра — по имени императрицы Александры. При этом очевидное различие форм александрийский и александринский не столь существенно: достаточно сравнить, например, принятую ныне форму флорентийский с длительное время бытовавшим написанием флорентинский, отражающим влияние французской грамматики (суффикс -in, постепенно вытесненный под влиянием русской морфологии). Действительно, спорадическое использование варианта Александрийский театр ретроспективно прослеживается вплоть до пушкинского времени. Однако, по мнению критиков версии М. Мейлаха, в пушкинском «Памятнике» использование галлицизма было бы недопустимо ввиду соседства такого почти сленгового вкрапления с торжественным архаизмом столп.

## Что такое «столп»?
Смысловая ёмкость слова «столп» долгое время ограждала пушкинский образ от попыток сузить его возможные прочтения на основании анализа значений этого существительного: любой проявляющий интерес к языку вспомнит, что спектр значений у «столпа» шире, чем у «колонны» или «столба» — достаточно вспомнить [Вавилонское] столпотворение, первоначально означавшее воздвижение Вавилонского столпа. Ввиду этого противники грегуаровской теории искали опровержения её вне собственно пушкинского текста, ведь формальных оснований опровергнуть бельгийского исследователя у них не было: ничто не могло помешать Пушкину назвать Фаросский маяк «Александрийским столпом».
Однако спустя десятилетия с момента постановки проблемы, уже на рубеже XXI века, в фокусе внимания исследователей оказался именно «столп»: литературовед Олег Проскурин высказал мысль, что в пушкинском словоупотреблении столп мог означать только колонну, что позволяет уточнить мысль поэта:
Пушкин никогда не называл соответствующее сооружение ни Александрийским маяком, ни тем более Александрийским столпом, но только Фаросом. К этому следует добавить, что назвать маяк столпом Пушкин никогда и не смог бы. Пушкин знал: «столп» — это колонна. В соответствии с лексическими и стилистическими нормами эпохи, столпами в пушкинской поэзии именуются только колонны.
 Основанием для этого утверждения послужило то обстоятельство, что «столп» в значении «башня» — слово церковнославянское. «Пушкин не мог допустить в своем тексте вопиющей стилевой эклектики — соединить эпитет „Александрийский“ с ветхозаветным библеизмом», — говорит Проскурин. Это утверждение, так и не встретившее критики, требует, однако, некоторых уточнений.
Самое общее касается роли церковнославянизмов в русском языке. Может показаться, что лексика церковнославянского языка со времён петровской секуляризации должна была третироваться светской культурой как исключительно литургическая и теологическая, бессильная отражать явления нового века. Однако это далеко не так. Напротив, именно она заняла в языке регистр, соответствующий понятию так называемого высокого стиля. Слова, не употребляемые в обиходной речи, но узнаваемые, оказались маркированы как исполненные благородного величия, подчёркнуто противопоставленные «прозе жизни». В том же пушкинском «Памятнике» «глава» (главою непокорной), «всяк сущий <…> язык» — безусловные церковнослявянизмы.
Действительно, «столп», если он у Пушкина соответствует Фаросскому маяку, оказывается в этом же ряду. «Словарь Академии Российской» в применении к русскому языку трактует «столп» только в значении, близком к «опора, колонна»: «Въ архитектурѣ: подстава круглая изъ камня, кирпича или дерева сдѣланная служащая украшеніемъ и имѣющая основаніе или подножіе, а съ верху капитель или навѣсъ. Столбъ мраморной, изъ бѣлаго камня. Столбъ Тосканскаго, Дорическаго, Iоническаго, Коринѳскаго чина», тут же, однако, добавляя: «Въ сл[авенскомъ]: значитъ башню. Столпъ Вавилонскій. Созда столпъ, и вдастъ и дѣлателемъ. Матѳ: XXI. 23».
Однако вывод, основанный на смешении понятий «церковнославянизм» и «библеизм», следует считать поспешным. Сама по себе церковнославянская лексика не противоречит даже дионисийским мотивам: по наблюдению Ю. М. Лотмана, в «Вакхической песни» А. С. Пушкина именно церковнославянизмы «придают ей торжественное, почти ритуальное звучание». Наконец, произведения силлабической поэзии XVII века (Симеон Полоцкий, Сильвестр Медведев и пр.), бывшей в поле зрения поколений интеллигенции последующих веков, составлялись на церковнославянском языке, однако по набору тем включали, помимо духовных стихов, большое количество вполне светских сюжетов.
Интересно проследить следы этого слова в современном русском языке. Помимо хрестоматийного «столпотворения», его корень, причём в обоих значениях, содержит, в частности, архитектурная терминология: в прилагательных бесстолпный, четырёхстолпный, шестистолпный (о конструктивной схеме древнерусских храмов, здесь «столп» — отдельно стоящая опора) и столпообразный (об объёмно-пространственном типе церквей XVI—XVII вв., «столп» в данном случае — центрический объём, заключающий в себе развитое по вертикали пространство, по сути — башня). Последний пример позволяет говорить о полисемии уже русского (а не только церковнославянского) корня. Отдельный интерес представляет термин «столпник». Вне зависимости от того, чем были в каждом конкретном случае реальные столпы древних аскетов, русские иконы и фрески (в частности, знаменитые «Столпники» Феофана Грека в церкви на Ильине улице в Новгороде) представляют эти постройки, хоть и диспропорционально человеческой фигуре уменьшенными (в соответствии с изобразительным каноном), однако несущими характеристики более сложного архитектурного сооружения, нежели колонна — башни с парапетом, входом, внутренней лестницей, окнами, иногда даже крыльцом и балконом. Это говорит, как минимум, о смысловой широте древнего слова «столп», толкуя который, авторитетный «Этимологический словарь русского языка» Фасмера приводит не только древнегреческие понятия в значении «колонна, столб, свая, надгробный монумент» (στυ̃λος, κιών, στήλη), но и πύργος — «башня», а словарь Ушакова перечисляет через запятую «башня, вышка, колонна».

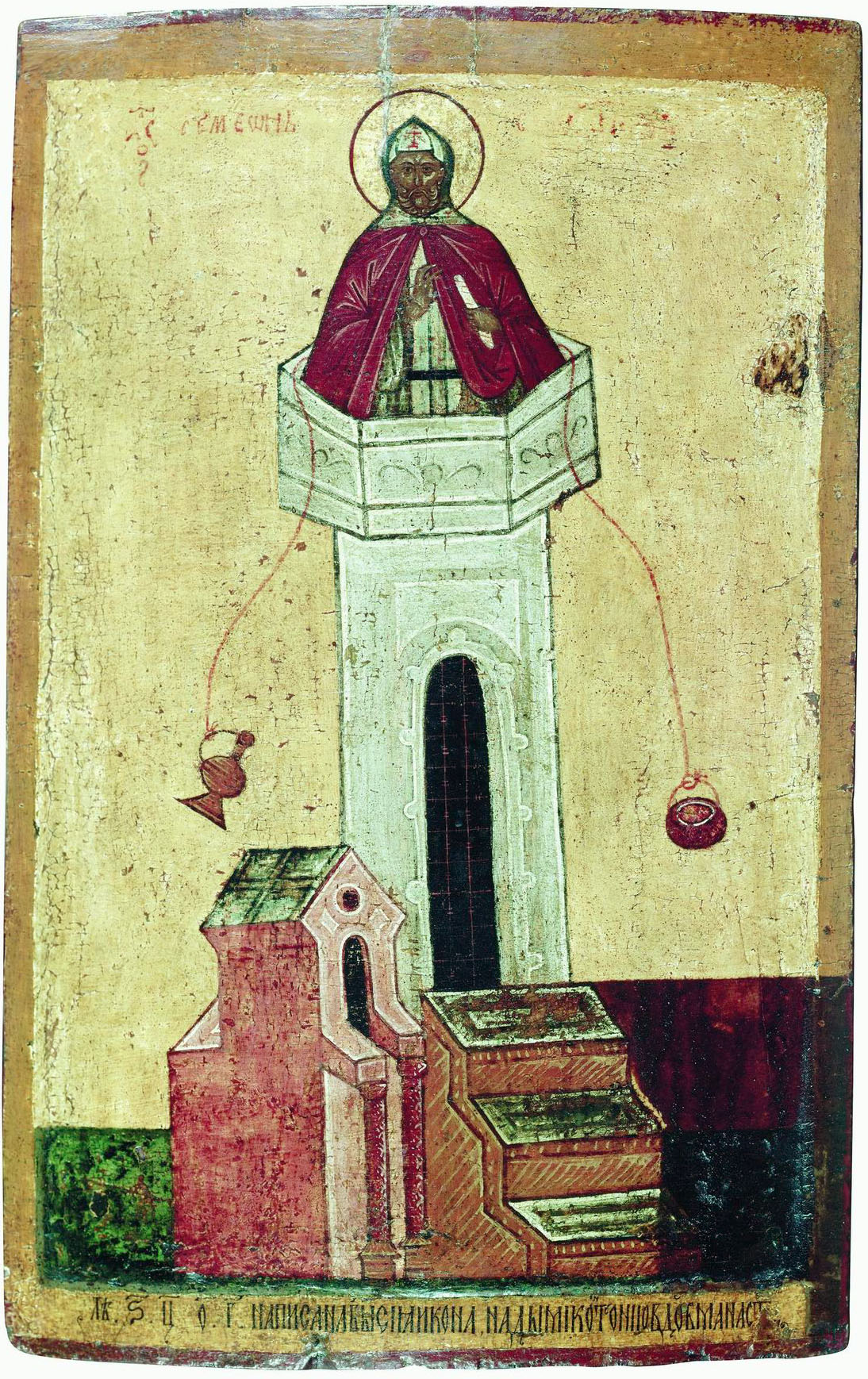
Широта значений старославянского слова «стлъпъ» позволила художнику несколько смягчить строгость аскезы святого, который, согласно житию, годами не спускался с открытой площадки: здесь он защищён стенами
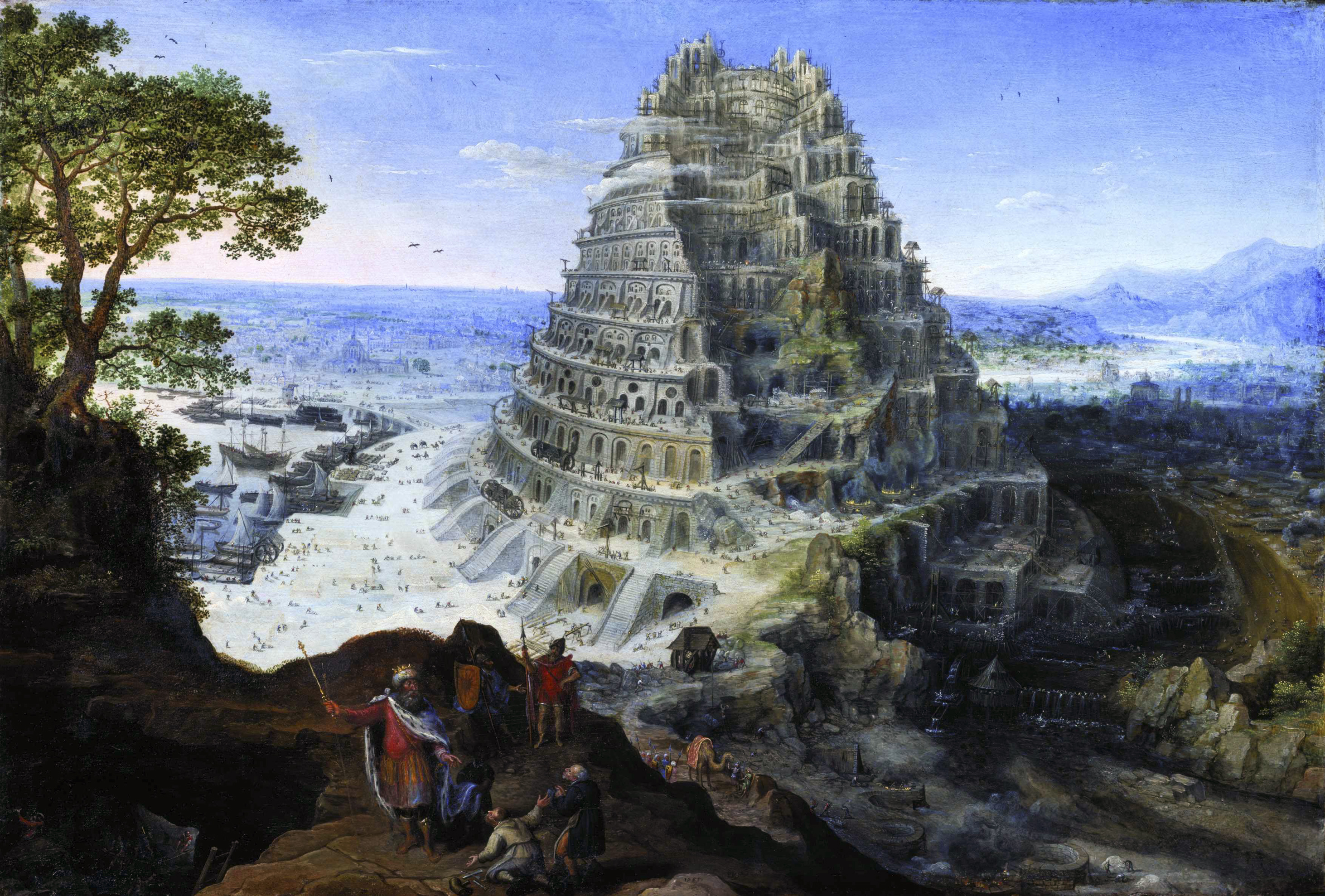
Вавилонская башня Самый знаменитый «столп» в истории культуры: «И рекоша: пріидите, созиждемъ себѣ градъ и столпъ, егѡже верхъ боудетъ даже до небесе…»[41] (Быт. 11:4)
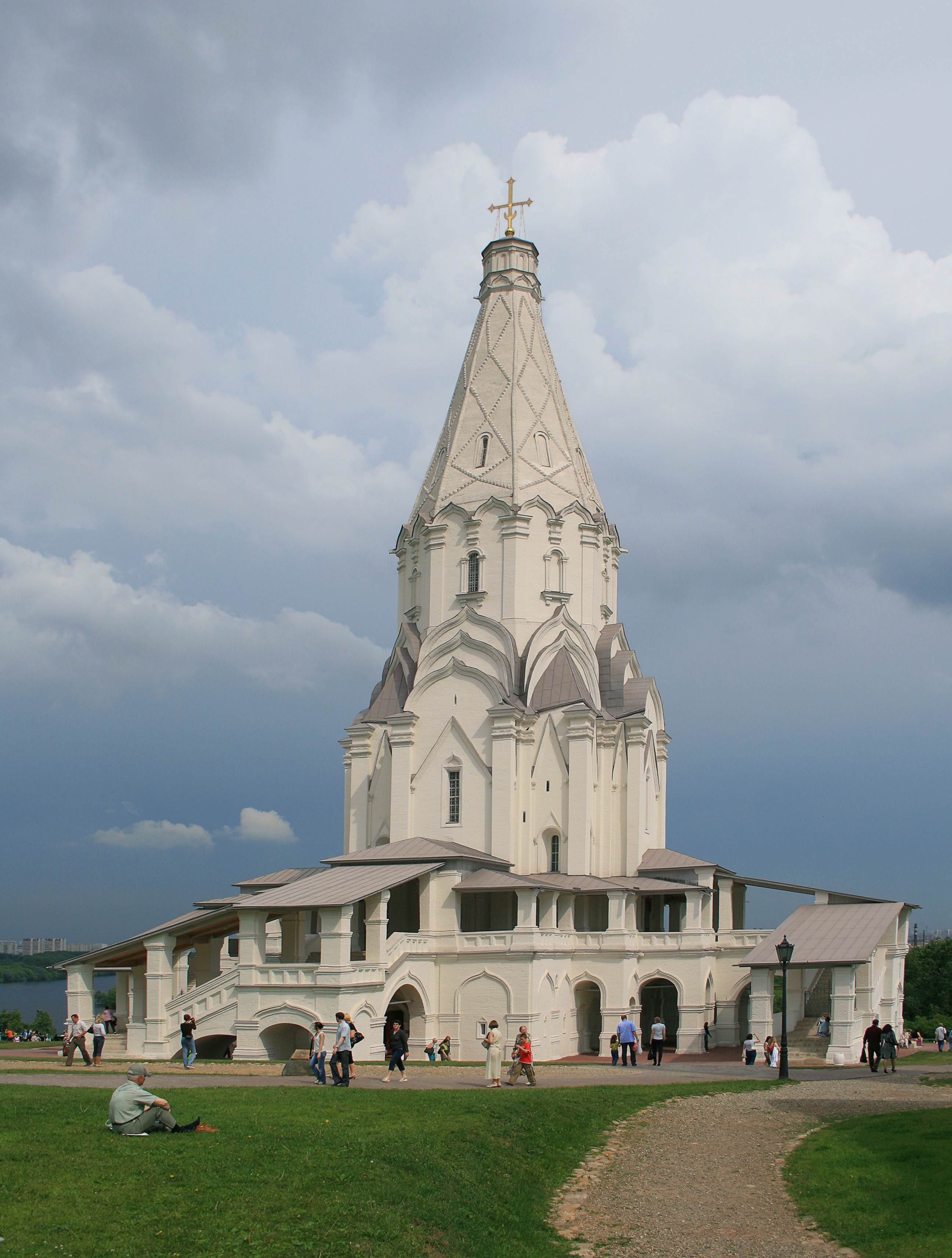
Столпообразная церковь в Коломенском Не орудие духовного подвига и не вызов небу: «столп» в данном случае — развитое средокрестие с высоким барабаном на повышенных подпружных арках

Однако анализ употребления этого слова в русской поэзии XVIII—XIX вв. как будто подтверждает мысль О. Проскурина, что, если Пушкин имел в виду башню, он проявил изрядную поэтическую смелость: в русских стихотворных текстах, исполненных самой высокой патетики, «столп» повсеместно предстаёт лишь как облагороженный «столб». Даже у Гнедича в «Илиаде», насыщенной архаизмами, др.-греч. πύργος всегда переводится словом «башня».
Впрочем, если оценивать саму возможность поэтического прецедента в конкретном контексте, его принципиальная недопустимость должна быть поставлена под сомнение. То, почему Фарос не назван здесь именем собственным, объясняется тем акцентом, который приходится на эту строку в контексте «Памятника» — контексте, подталкивающем к использованию торжественного перифраза: сравним, как у того же Пушкина в «Полтаве» вместо прямого Александр Меншиков употреблён троп полудержавный властелин. Впрочем, ещё более близким к «Александрийскому столпу» примером является «адмиралтейская игла» — несмотря на то, что слово «игла» в значении «шпиль» у Пушкина встречается лишь однократно — в знаменитом стихе из «Медного всадника» — прочтение этого символа (так же как «спицы» в том же значении в «Золотом петушке») не вызывает у читателя галантерейных ассоциаций.
Приняв это соображение, нетрудно заключить, что, если попытаться найти возвышенный синоним чересчур утилитарного «маяк» или слишком нейтрального «башня», поиск естественным образом «упрётся в столп».
Кроме того, помимо строго лингвистических, церковнославянский и русский «столпы» могут иметь в поэтическом языке более сложные пересечения. Поскольку для образа Фаросского маяка принципиальной была идея дерзновенной высоты (ср. тот же Вавилонский столп в другой традиции) и по своей функции он представлял собой основание лампы, а не, например, жилую башню или вместилище святыни (подразумевалось бы обязательное наличие интерьера), его обозначение в поэтическом языке в качестве колонны оказывается не столь уж натянутым. Подобная метонимия тем более возможна в поэтическом языке с художественной целью остранения привычного образа, провокации его неавтоматизированного, эмоционального переживания. Кроме того, составление любого художественного образа подразумевает редукцию, выделение в нём смыслового ядра по принципу pars pro toto: стоит лишь вспомнить изобразительный лаконизм классической аллегории или современного логотипа.
Впрочем, грань между понятиями «колонна» и «башня» иногда весьма зыбка даже вне художественных систем, если вспомнить, помимо упомянутых столпников, например, колонну Траяна, петербургские Ростральные колонны, Вандомскую колонну в Париже или пилоны перед фасадом венской Карлскирхе — во всех случаях это ордерные колонны, заключающие в себе винтовые лестницы и прорезанные световыми проёмами. Их «расшифровка» как небашен происходит посредством считывания пластических элементов, дополнительных по отношению к основной конструкции и кодирующих эти сооружения именно в качестве колонн. Для человека, не владеющего ключом к такой их дешифровке (то есть не знакомого с классической традицией), эти же объекты могут представать как смотровые вышки или, например, минареты.
Уже на основании того факта, что внимательнейшие исследователи «Памятника» не замечали в образе «Александрийского столпа» библейских аллюзий, следует допустить, что в столь сложной семантической игре, какую, по-видимому, представляет собой пушкинский символ, подобный привкус понятия «столп», если и может быть отыскан, нивелируется, «растворяется» в многозначности этого ёмкого слова, лишённого явственных ветхозаветных и святоотеческих коннотаций в связи с существованием родственной ему лексемы (пусть и с более узким значением) в древнерусском языке.

## Версия О. Проскурина
Уточнение значения прилагательного александрийский неизбежно должно было пошатнуть легитимность традиционного прочтения загадочного образа, привести к маргинализации в академической среде связанных с ним версий. Попытки реабилитации традиции в научной дискуссии, основанные на предположении о контекстуальном тождестве форм александрийский и александровский, отныне ставили под сомнение либо точность пушкинского словоупотребления, либо чувство стиля поэта (см. выше: Что значит «Александрийский»?). В то же время Олег Проскурин в подробной работе, посвящённой «Памятнику», предложил восстановить привычное равенство Александрийский столп = Александровская колонна на иных началах.
По мнению исследователя, «Александрийский столп», вполне соответствуя монументу на Дворцовой площади Петербурга, подчёркнуто опирается на египетскую тему, чрезвычайно актуальную для Петербурга этого периода:
Образ Александрии в восприятии людей 1830-х годов был прежде всего символическим образом блеска и внешнего великолепия, соединенных с деградацией и глубоким внутренним кризисом.
<…> Утонченная и космополитическая искусственная эллинская цивилизация на периферии абсолютно чужого и враждебного ему патриархального египетского мира могла давать в 30-е годы (когда сама антитеза Петербург — Москва, resp. Петербург — Россия выходит на первый план) разительную параллель искусственному «европейскому» Петербургу в его отношении с патриархальной «святой Русью».

<…> В восприятии Петербурга культурными деятелями 30-х годов <…> Петербург начинает осознаваться не как центр и символ новой античности, а как символ античности умирающей, с одной стороны — ориентализованной, а с другой — уже подточенной декадансом.
Помимо собственно эсхатологического ощущения, такому представлению в большой степени способствовало широкое проникновение в это время в европейскую культуру египетских мотивов. Транслируемая государством и высшей аристократией египтомания задала тему также и для претворения в египетском ключе декадентских ощущений. В последнем случае, впрочем, актуализировался, как указывает Проскурин, не Египет фараонов, а Египет Птолемеев: диалог сфинксов с классическим петербургским пространством вызывал аналогию с синкретическим образом позднего, эллинистического Египта.

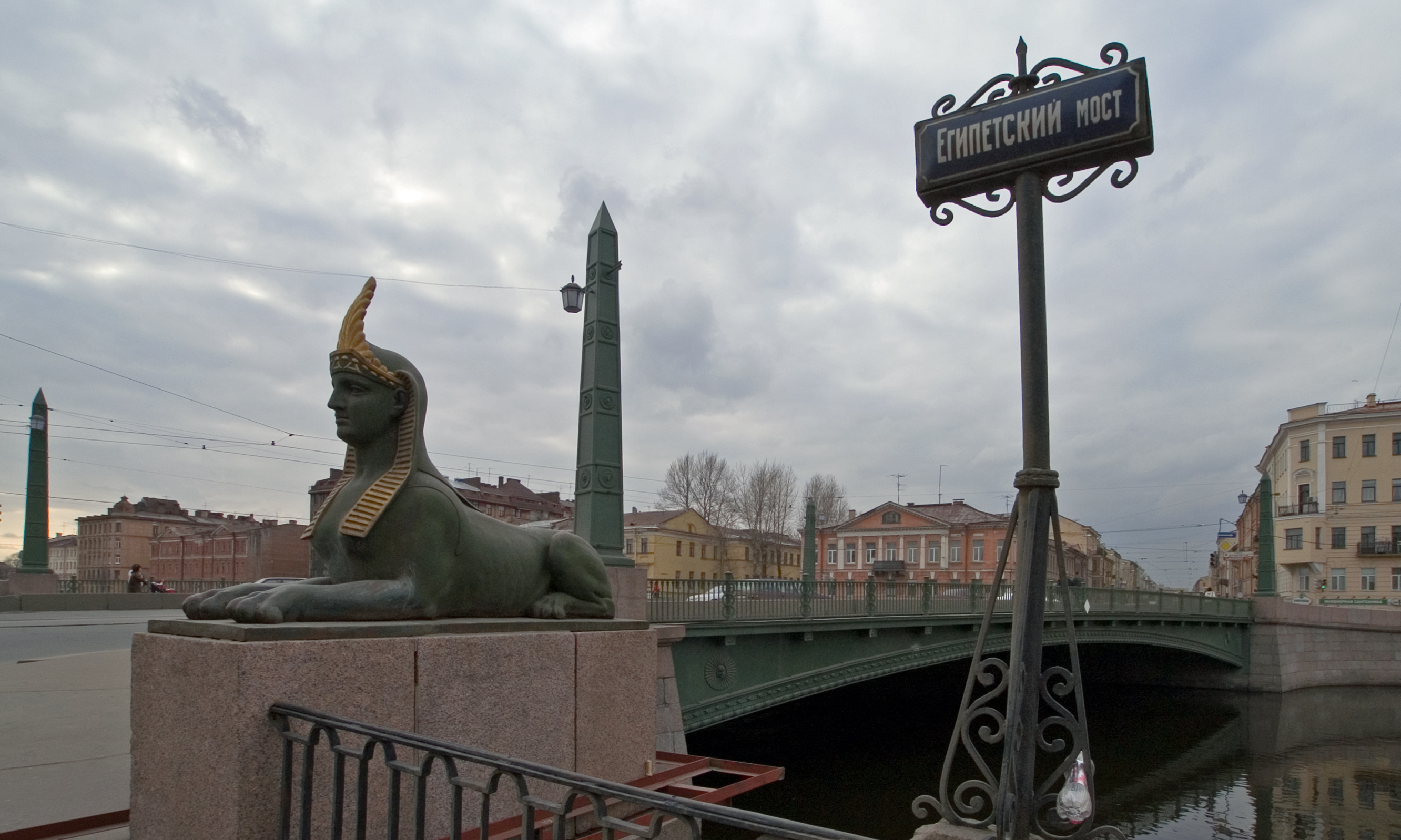
Со времён Пушкина конструкция Египетского моста (1826 г.) лишилась части «египетских» деталей, но и теперь сфинксы и фонари-обелиски не оставляют сомнений в происхождении его названия
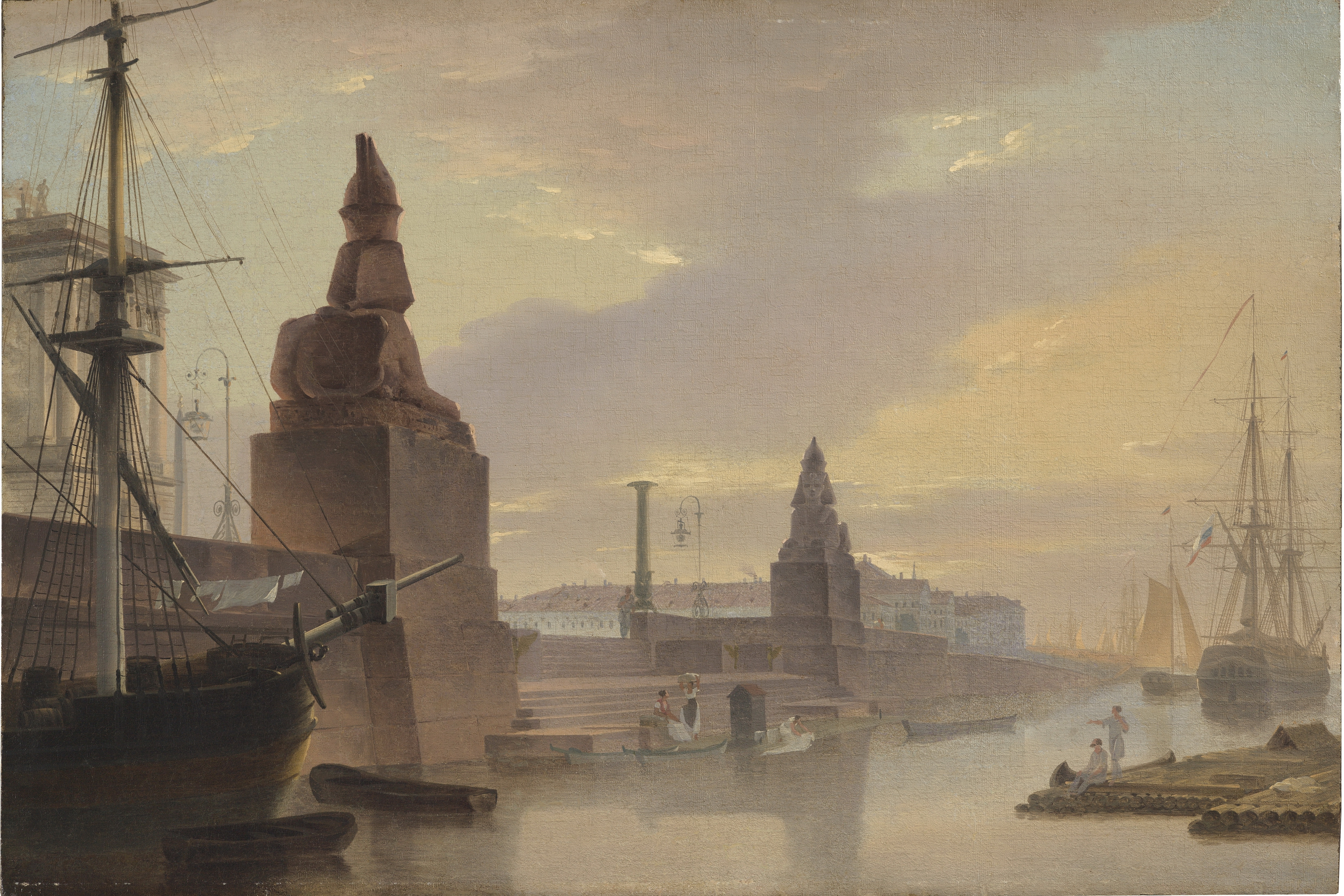
Пристань у Академии Художеств (1832–1834 гг.). Знаменитые фиванские сфинксы появились в столице как раз в пушкинскую эпоху. Слева, за мачтой, виден восточный ризалит классицистической Академии. По мнению О. Проскурина, такое соседство «создавало чрезвычайно зримый образ „Александрии“»
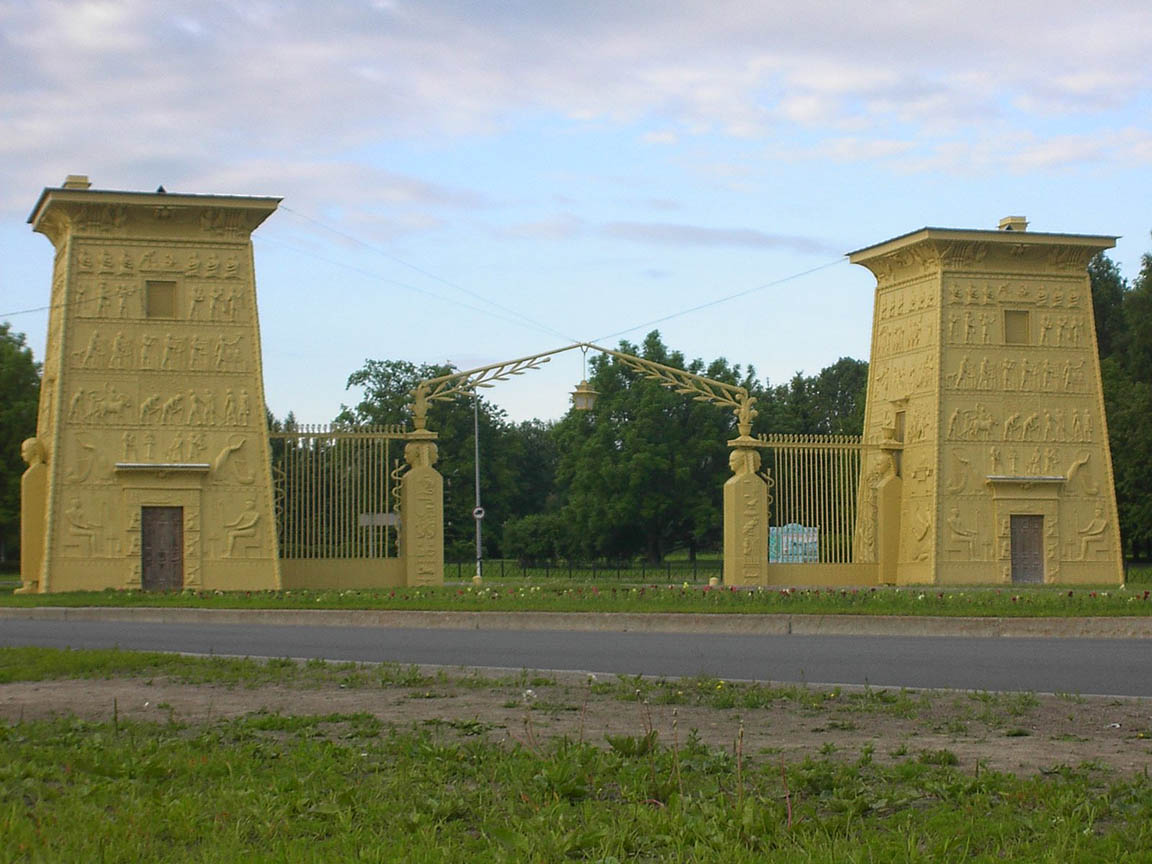
В лицейскую пору Пушкина Египетских ворот в Царском Селе (1827–1830 гг.) ещё не существовало, но именно они стали для него воротами в Петербург, когда поэт поселился здесь вновь в 1831 году

Этот «культурный код» нашёл отражение и в пушкинском творчестве. Если собственно египетские мотивы появляются у Пушкина уже в конце 1820-х гг. (ср. стихотворение 1828 г. «Клеопатра»), то их сближение с петербургской темой можно наблюдать в Восьмой главе «Евгения Онегина» в ярком образе Клеопатры Невы (1830 г.). Однако «всплеск» египетских аллюзий Проскурин наблюдает именно в образе Александрийского столпа.
Расшифровка колонны Александра I в александрийском (то есть связанном с египетской Александрией) ключе получает объяснение из факта, который Проскурин называет «александровским мифом»: имя государя вызывало в памяти образ Александра Македонского и эта параллель была устойчивой чертой полуофициальной-полулитературной традиции как в период самого царствования Александра Павловича, так и в момент воздвижения памятника на Дворцовой площади в 1834 г. Поскольку же птолемеевская столица была названа в честь македонского царя, возникала связь Александрия — Александр Великий — Александр I — Петербург, а ввиду того, что в честь древнего полководца в Александрии, как считалось во времена Пушкина, уже был возведён «столп» (та самая Помпеева колонна), параллелизм возникал и между монументами героев. Эта-то смысловая «сеть», объединяющая царей, их памятники, древность и современность, и давала Пушкину возможность единым монолитным «Александрийским столпом» обозначить не просто «памятник императору Александру», а государственную власть со всеми её амбициями, самодержавную Россию.
Полемизируя со сторонниками теории Грегуара, Проскурин основывается не только на анализе значения слова «столп» (см. выше: Что такое «столп»?), но также на дискредитации самой значимости «давно исчезнувшего с лица земли» Александрийского маяка в его предполагаемой антитезе «нерукотворному памятнику». По мнению учёного, «было бы странным (и, заметим, совершенно не пушкинским) ходом сравнивать поэтический „памятник“ с сооружением хотя и прославленным, но имевшим не мемориальное, не сакральное, а утилитарное, практическое назначение». Напоминая, что маяк в пушкинскую эпоху уже не существовал, Проскурин, однако, явно преувеличивает значимость этого факта для культуры, в которой античность оставалась стилистической доминантой и не воспринималась исключительно пассеистски: ср. панегирик Василия Рубана на возведение памятника Петру I в Петербурге в 1782 г., начинающийся словами «колосс Родийский, днесь смири свой гордый вид». Как известно, истукан на острове Родос (кстати, тоже маяк и тоже одно из семи чудес света) был разрушен землетрясением за две тысячи лет до того, как Гром-камень явился посреди северной столицы, чтобы оспорить его славу. Следовательно, даже несмотря на то, что гибель колосса, в отличие от судьбы александрийского маяка, принадлежит античной (то есть актуальной для классицизма) истории, его идеальное (в платоновском смысле) бытие осталось непоколебленным.
Впрочем, критика «александрийской» версии О. Проскурина по большей части не вдавалась в подробный разбор: М. Б. Мейлах (кстати, традиционалист в вопросе об «Александрийском столпе») просто посчитал её «натянутой» и «несомненно недостаточной», В. М. Есипов, солидаризуясь с ним, лишь цитирует это краткое высказывание. Более внимательным следует считать анализ, выполненный Борисом Колымагиным. Отдавая дань глубине и профессионализму проскуринского исследования, публицист, тем не менее, отмечает, что грамматический «сбив», исказивший исходное и подразумеваемое понятие Александровский столп, отнюдь не требует для своего объяснения изощрённых экскурсов в едва различимые спустя два столетия глубины окололитературного контекста, но отражает природу поэтической речи, подчас нарушающую законы языка для внезапного и неуловимого эмоционального впечатления, иррационального приращения смысла. На примере нескольких хрестоматийных мест из Пушкина автор демонстрирует, как отход от языковых норм (иногда заметный лишь исследователю и, что важно, часто не зависящий от метрики) способствует уточнению высказывания или его наполнению: «логическая неувязка создает облако смыслов».

## Современное состояние дискуссии
Проблема «Александрийского столпа» не принадлежит к числу живо обсуждаемых: как правило, её касаются в связи с более общими вопросами анализа «Памятника». Тем не менее, поскольку мнения исследователей относительно расшифровки образа носят отчётливо полемический характер (причём нередко аргументы бросаются вслед уже ушедшим из жизни учёным — дискуссия тянется десятилетиями), каждое из них претендует на подведение итога, однако неизменно встречает критику.
Приводимый ниже дайджест мнений, высказанных в публикациях авторитетных учёных, формулирует аргументы в самом общем виде и потому в отдельных случаях может не отражать всей полноты и нюансов мысли соответствующих исследователей (имена приведены в скобках) по этому сложному вопросу.
|  | Тезис | Контраргумент |  |
|  | --- | --- |  |
|  | «Александрийский» может означать только «относящийся к Александрии» (в любом из её значений) | Пушкин допустил искажение словоформы из соображений метрики — необходимость вписать образ в четырёхстопный ямб (М. Б. Мейлах, А. Н. Шустов); «Александрийский» — маскировка политического выпада против власти (П. А. Черных, ещё раньше М. П. Алексеев) |  |
|  | Под Александрией в соответствии с интеллектуальной модой в духе позднего классицизма подразумевался Петербург 1830-х годов, поэтому образ «Александрийский столп» указывает на Александровскую колонну (О. А. Проскурин) | Посыл произведения обращает его в надысторическую перспективу, чему апелляция к мифологизирующей литературно-салонной субкультуре противоречит своим смысловым герметизмом даже больше, чем прямое упоминание о реалиях николаевского царствования (М. Б. Мейлах, С. А. Фомичёв, В. М. Есипов) |  |
|  | «Александрийский» — галлицизм, производное от формы фр. colonne Alexandrinе, бытовавшей в среде, близкой Пушкину, и французской печати того времени, поэтому может относиться к Александровской колонне (М. Б. Мейлах)   | Соседство галлицизма с архаизмом («столп») было бы стилистически ущербно (В. М. Есипов) |  |
|  | «Александрийский столп» должен означать древний Фаросский маяк в гавани Александрии Египетской (Г. Г. Красухин, С. А. Фомичёв, М. Ф. Мурьянов, первоначально А. Грегуар)                                                 | В языке Пушкина «столп» может означать только колонну либо обелиск, но никак не башню, у Пушкина нигде не отмечено употребление этого слова в ином смысле; в значении «башня» слово встречается только в церковнославянском языке и потому представляет собой библеизм, не уместный в первой строфе «Памятника», примыкающей к классической традиции (О. А. Проскурин) |  |
|  | Александрийский маяк разрушен в XIV веке и не мог, в отличие от пирамид, послужить метафорой вечного памятника (А. Н. Шустов, О. А. Проскурин)                                                                           | Пушкин возносит свой «нерукотворный памятник» над Александрийским столпом как высочайшим сооружением древнего мира, а не соревнуется с ним в нетленности, как и его поэтические предшественники, чьи «памятники» лишь выше пирамид, но твёрже меди (Гораций) и металлов (Державин) (В. М. Есипов) |  |
|  | Александрийский столп — это колонна Помпея в той же Александрии, в эпоху Пушкина считавшаяся памятником Александру Македонскому (Н. М. Шанский)                                                                          | Предположение допустимо, но лишь как «второй план» пушкинского образа, основным же значением остаётся Александровская колонна (О. А. Проскурин) |  |
|  | Апелляция к памяти Александра I снижала бы вневременной пафос стихотворения, поэтому Александровская колонна не может претендовать на упоминание в «Памятнике» (С. А. Фомичёв, М. Ф. Мурьянов, В. М. Есипов)             | Именно в этом случае образ получает расширенное толкование как земной монумент (в противовес нерукотворному пушкинскому памятнику), нагруженный смыслами царственного величия, вызова божественной власти (самообожествление монархии), героизации монарха в духе культа Александра Македонского, тогда как Фаросский маяк — лишь памятник инженерного гения (О. А. Проскурин); Александровская колонна у Пушкина — не памятник Александру I, а символ государственной власти (А. Н. Шустов) |  |

Можно отметить, что некоторые из исследователей (В. Набоков, позже А. Белый и В. Есипов), причём занимавшие противоположные позиции по проблеме, не удержались от соблазна сравнить данные о высотах пирамид, Фаросского маяка, Помпеевой и Александровской колонн: получалось, что Пушкину следовало выбрать наиболее высокий из этих объектов, чтобы должным образом «вознестись» своим памятником над царственной тщетой. Однако, как вследствие противоречивости сведений об александрийском маяке, так и, по-видимому, ввиду очевидного техницизма такого сравнения, игнорирующего символическую значимость каждого из указанных монументов, аргументы такого рода оппонентами не замечались.

## Прописная или строчная?
За рамками полемики остаётся вопрос о корректном письменном употреблении словосочетания вне непосредственного контекста пушкинского стихотворения, также имеющий значение с точки зрения его интерпретации. Дело в том, что, поставив «Александрийский столп» в начале строки, Пушкин осложнил разгадку образа. Будь столп «александрийским» (со строчной буквы), можно было бы с большей уверенностью говорить, что автор безусловно подразумевал под ним конкретную (древнюю либо современную) реалию, поскольку «александрийский столп» подчёркнуто не является именем собственным, в том числе формальным наименованием древнего памятника (каковым для русского языка является Фаросский маяк), но лишь характеризует его по родовому признаку (ср. Московский Университет, но московские высшие учебные заведения; у Пушкина: «Повесть о настоящей беде Московскому государству», но «Алина, её московская кузина»). Напротив, «Александрийский столп» (с прописной) не оставлял бы сомнений в широте значений образа, отделяя его от конкретных прототипов и намекая на некую самостоятельность, расширенную семантичность символа. Впрочем, мощь этого заключительного аккорда первой строфы стихотворения такова, что исследователи как будто и не сомневаются в том, что «александрийский столп» — это именно «Александрийский столп». По-видимому, в этом сказывается литературная традиция, «наросшая» на пушкинском образе в виде бесчисленных цитат и упоминаний в словесности после Пушкина. Как бы то ни было, в литературоведении принято употреблять «Александрийский столп» с прописной, что не столько снимает проблему, сколько просто маскирует её.

## В массовой культуре
В массовой культуре сближение «Александрийского столпа» и «Александровской колонны», по-видимому, произошло по собственным законам: «столб» и «столп», помимо того, что тесно пересекаются семантически, в именительном падеже фонетически неотличимы — [stoɫp]. Близость же двух прилагательных, как показывает история проблемы, обманывала даже профессиональных литераторов и учёных-гуманитариев.
Стоит отметить, что расшифровке «Александрийского столпа» как Александровской колонны, по-видимому, должно было в большой степени способствовать то обстоятельство, что в авторской редакции текст стихотворения стал известен читателям лишь спустя сорок лет после его первой публикации в 1841 г., когда готовивший издание В. А. Жуковский заменил «Александрийский» на «Наполеонов». Сближение Наполеонов — Александрийский вкупе с самим фактом первоначального цензурного искажения оригинала естественным образом должно было подталкивать к прочтению образа в политическом ключе. Однако на этом основании можно с уверенностью реконструировать лишь возможный ход мысли издателей, но не полноту смыслов, заложенных автором.
В настоящее время, по мере популяризации тех или иных выводов научной дискуссии, а также под влиянием интернета, поставляющего дополнительные каналы распространения информации (в том числе частных догадок), в массовой культуре находят отражение точки зрения с участием уже всех трёх «претендентов» на право называться подлинным Александрийским столпом. Однако главным отличием таких текстов остаётся безапелляционное признание за той или иной версией абсолютной истины, что отличает их от выводов исследователей, всё более склоняющихся, несмотря на непримиримость позиций, к более сложному взгляду на природу пушкинского образа.

## Некоторые выводы
Несмотря на то, что дискуссия по поводу трактовки загадочного словосочетания, по-видимому, далека от завершения (если может быть завершена вообще), всё же можно указать на отчасти примиряющий различных исследователей сдвиг в его прочтении, который состоит в отказе от слишком прямолинейных, безусловных отождествлений «Александрийского столпа» с конкретными архитектурными объектами реального мира.
История проблемы накопила множество интересных наблюдений, касающихся самой символики текстов культуры, так или иначе в пушкинское время ассоциировавшихся с Александром I, Александрией, колонной, лексикой, использованной в «Памятнике», что позволяет взглянуть на вопрос стереоскопически, избегая простых смысловых уравнений. Как пример можно указать, что в поле зрения исследователей «Александрийского столпа» попала даже медаль с изображением символической колонны, выбитая по случаю коронации Александра I в 1801 году. Очевидно, в сложении пушкинского образа поучаствовало несколько компонентов, слитых гением в уникальной синтетической формуле, не имеющей однозначной дефиниции.
Это почувствовал уже М. П. Алексеев, введя в своё исследование упоминание Помпеевой колонны как важный в генезисе пушкинского символа элемент. Сегодня большинство исследователей так или иначе включает в свою трактовку образа дополнительные коннотации (впрочем, как правило, при неизменном доминировании одного из значений). Склоняется к этому и О. Проскурин: он видит в ближайшем смысловом слое Александровскую колонну, а в подтексте — колонну Помпея. Даже Михаил Мурьянов, безусловный апологет грегуаровской трактовки, неожиданно включает в рассмотрение проблемы малоизвестный эпиграфический текст, сочинённый на воздвижение именно Александровской колонны — текст, способный, по мнению учёного, породить у Пушкина «чувство сопротивления» и, таким образом, косвенно отозваться в первой строфе «Памятника»:
Все эти наблюдения возвращают подлинную значимость не только пушкинскому «столпу», но и самому «Памятнику». Если бы Пушкин пустился вслед за Горацием и Державиным бросать вызов пирамидам, можно было бы говорить о сложении своеобразного одического канона exegi monumentum, который Пушкин лишь дополнил бы своим стихотворением, оказавшись в разрастающемся ряду других «пирамидоборцев». Введя же в свой текст насыщенный противоречивыми смыслами загадочный «Александрийский столп», поэт возвысил себя не только над царственными монументами, но и над косностью привычно-классической художественной формы, читательского ожидания.
Важную мысль можно найти у Юрия Лотмана (который непосредственно по проблеме «Александрийского столпа», насколько известно, не высказывался):
Пушкинская смысловая парадигма образуется не словами, а образами — моделями, имеющими синкретическое словесно-зрительное бытие, противоречивая природа которого подразумевает возможность не просто разных, а дополнительных (в смысле Н. Бора, то есть одинаково адекватно интерпретирующих и одновременно взаимоисключающих) прочтений».
Действительно, невозможно предположить, чтобы, сочинив словосочетание «Александрийский столп» для обозначения Александровской колонны (со всеми сложными реминисценциями на Александрию или вовсе без них), поэт, воздавший обильную дань классицизму, не почувствовал бы, что этот образ может быть без серьёзного грамматического и смыслового насилия применён к знаменитому Фаросу. С другой стороны, введя в текст, ориентированный на Горация и Державина, взамен пирамид другое чудо античного мира, поэт не мог остаться глух и к тем близким к современности смысловым оттенкам, которые порождал эпитет «александрийский» (ср. указание В. Набокова, что Пушкин каламбурил, называя александрийский стих «императорским») и которые чувствовали люди его поколения и его круга — например, тот же Жуковский, заменивший из цензурных соображений пресловутый «Александрийский» на «Наполеонов». Такие однобокие трактовки неизбежно отказывают величайшему поэту в чувстве языка.
Это показывает, между прочим, сколь упрощённым является взгляд на пушкинский символ как на политическую криптографию: предполагать, что, декларировав свою оппозиционность власти, поэт, прикрывшись классическим клише, «смазал» важный для него смысл из соображений обхода неизбежного цензурного запрета, значит преуменьшать масштаб как самого символа, так и всего произведения в целом и, главное, уплощать саму природу художественного творчества. К тому же, не зная, как виделись Пушкину перспективы опубликования «Памятника» (обнаруженного среди бумаг Пушкина после его смерти), мы можем лишь гадать, насколько занимали поэта в связи с этим, безусловно важным для него, стихотворением вопросы цензуры и даже знакомства с ним читателя. Последнее обстоятельство осложняет реконструкцию авторского посыла, формально, в соответствии с горацианской традицией, обращённого отнюдь не к потомкам, а к Музе.
Будучи осуществлён как произведение творческого синтеза, пушкинский образ представляет собой концентрированную поэтическую формулу. Судя уже по самому факту наличия спектра мнений, пушкинский «Александрийский столп» имплицитно содержит в себе и традиционный символ из набора художника-классициста, и памятник самодержавной власти. Его значительность возрастает в связи с той позицией, которую он занимает в антитезе нерукотворному памятнику. Подобно «памятнику», высящемуся посреди «Руси великой», столп сам оказывается в мифологическом пространстве — будь то неумирающая античность или идеальный Петербург императорской автократии. Поставленный в конце строфы, укороченный стих Александрийский столп является её эмоциональной кульминацией, к нему «стягиваются» значения других строк и образов, а всё стихотворение получает истолкование в немалой степени именно в связи с расшифровкой этого символа. Александрийский столп не иллюстрирует конкретное явление мира, лежащего вне пушкинского текста, но, сочинённый поэтом, приобретает самостоятельное бытие почти наравне с нерукотворным памятником, призванным над ним вознестись. Подобная смысловая концентрация возможна только в художественном тексте: как отметил Ю. Лотман, «стихами можно говорить о том, для чего у нестихов нет выражения».
|                                                                                   |
| Аллегорическая композиция с колонной на реверсе коронационной медали Александра I |

## Внешние ресурсы
- Словарь языка Пушкина
- Сайт Института русской литературы (Пушкинский Дом) Российской Академии наук
- Сайт Пушкинской комиссии Института мировой литературы Российской академии наук
- Национальный корпус русского языка — информационно-справочная система по текстам на русском языке